# NGC 363
NGC 363 is een lensvormig sterrenstelsel in het sterrenbeeld Walvis. Het hemelobject ligt ongeveer 470 miljoen lichtjaar van de Aarde verwijderd en werd in 1886 ontdekt door de Amerikaanse astronoom Francis Preserved Leavenworth.

## Synoniemen
- PGC 3911
- MCG -3-3-23
- NPM1G -16.0038